# Finales NBA 1955
Navigation
Finales 1954 Finales 1956
Les finales NBA 1955 sont la dernière série de matchs de la saison 1954-1955 de la NBA et la conclusion des séries éliminatoires (playoffs) de la saison. Le champion de la division Est, les Nationals de Syracuse rencontrent le champion de la division Ouest les Pistons de Fort Wayne
Initialement, l'organisation de Fort Wayne ne pensait pas que l'équipe irait en finale NBA, de ce fait l'arène était réservée et non disponible. Les matchs à domicile de Fort Wayne ont donc été joués à Indianapolis. 

## Classement en saison régulière
| Champion de division | Qualifié pour les playoffs | Éliminé des playoffs |

| Division Est             | V  | D  | PCT  | GB |
| ------------------------ | -- | -- | ---- | -- |
| Nationals de Syracuse    | 43 | 29 | .597 | -  |
| Knicks de New York       | 38 | 34 | .528 | 5  |
| Celtics de Boston        | 36 | 36 | .500 | 7  |
| Warriors de Philadelphie | 33 | 39 | .458 | 10 |
| Bullets de Baltimore     | 3  | 11 | .214 | 11 |

| Division Ouest        | V  | D  | PCT  | GB |
| --------------------- | -- | -- | ---- | -- |
| Pistons de Fort Wayne | 43 | 29 | .597 | -  |
| Lakers de Minneapolis | 40 | 32 | .556 | 3  |
| Royals de Rochester   | 29 | 43 | .403 | 14 |
| Hawks de Milwaukee    | 26 | 46 | .361 | 17 |

### Tableau des playoffs
|  | Demi-finales de Division | Demi-finales de Division | Demi-finales de Division |                       |   | Finales de Division | Finales de Division | Finales de Division |  |  | Finales NBA | Finales NBA           | Finales NBA |
|  |                          |                          |                          |                       |   |                     |                     |                     |  |  |             |                       |             |
|  |                          |                          |                          |                       |   |                     |                     |                     |  |  |             |                       |             |
|  |                          | 1                        | Nationals de Syracuse    | 3                     |   |                     |                     |                     |  |  |             |                       |             |
|  | Division Est             | 1                        | Nationals de Syracuse    | 3                     |   |                     |                     |                     |  |  |             |                       |             |
|  |                          |                          | 3                        | Celtics de Boston     | 1 |                     |                     |                     |  |  |             |                       |             |
|  | 3                        | Celtics de Boston        | 3                        | Celtics de Boston     | 1 | 2                   |                     |                     |  |  |             |                       |             |
|  | 3                        | Celtics de Boston        |                          |                       |   | 2                   |                     |                     |  |  |             |                       |             |
|  | 2                        | Knicks de New York       | 1                        |                       |   |                     |                     |                     |  |  |             |                       |             |
|  |                          |                          |                          |                       |   |                     |                     |                     |  |  | E1          | Nationals de Syracuse | 4           |
|  |                          |                          | O1                       | Pistons de Fort Wayne | 3 |                     |                     |                     |  |  |             |                       |             |
|  |                          |                          |                          |                       |   |                     |                     |                     |  |  |             |                       |             |
|  |                          |                          |                          |                       |   |                     |                     |                     |  |  |             |                       |             |
|  |                          | 1                        | Pistons de Fort Wayne    | 3                     |   |                     |                     |                     |  |  |             |                       |             |
|  | Division Ouest           | 1                        | Pistons de Fort Wayne    | 3                     |   |                     |                     |                     |  |  |             |                       |             |
|  |                          |                          | 2                        | Lakers de Minneapolis | 1 |                     |                     |                     |  |  |             |                       |             |
|  | 2                        | Lakers de Minneapolis    | 2                        | Lakers de Minneapolis | 1 | 2                   |                     |                     |  |  |             |                       |             |
|  | 2                        | Lakers de Minneapolis    |                          |                       |   | 2                   |                     |                     |  |  |             |                       |             |
|  | 3                        | Royals de Rochester      | 1                        |                       |   |                     |                     |                     |  |  |             |                       |             |

## Résumé de la finale NBA
| Match  | Date     | Équipe à domicile     | Résultat      | Equipe à l'extérieur  |
| ------ | -------- | --------------------- | ------------- | --------------------- |
| Game 1 | 31 mars  | Nationals de Syracuse | 87–82 (1–0)   | Pistons de Fort Wayne |
| Game 2 | 2 Avril  | Nationals de Syracuse | 87–84 (2–0)   | Pistons de Fort Wayne |
| Game 3 | 3 avril  | Pistons de Fort Wayne | 96–89 (1–2)   | Nationals de Syracuse |
| Game 4 | 5 avril  | Pistons de Fort Wayne | 109–102 (2–2) | Nationals de Syracuse |
| Game 5 | 7 avril  | Pistons de Fort Wayne | 74–71 (3–2)   | Nationals de Syracuse |
| Game 6 | 9 avril  | Nationals de Syracuse | 109–104 (3–3) | Pistons de Fort Wayne |
| Game 7 | 10 avril | Nationals de Syracuse | 92–91 (4–3)   | Pistons de Fort Wayne |

## Équipes

### Nationals de Syracuse
| Effectif des Nationals de Syracuse 1954-1955 |
| --- |
| 3 George King • 4 Dolph Schayes • 5 Paul Seymour • 6 Connie Simmons • 7 Billy Gabor • 8 Wally Osterkorn • 10 Johnny Kerr • 11 Earl Lloyd • 12 Dick Farley • 14 Jim Tucker • 15 Bill Kenville • 16 Red Rocha Entraîneur : Al Cervi |

### Pistons de Fort Wayne
| Effectif des Pistons de Fort Wayne 1954-1955 |
| --- |
| 5 Paul Walther • 7 Frank Brian • 8 Jim Fritsche • 8 Bob Houbregs • 9 Mel Hutchins • 10 Max Zaslofsky • 12 George Yardley • 14 Andy Phillip • 15 Dick Rosenthal • 16 Larry Foust • 17 Monk Meineke • 19 Al Roges Entraîneur : Charley Eckman |